# NFAT
Nukleární faktor aktivovaných T buněk (NFAT) je rodina transkripčních faktorů, které jsou důležité pro imunitní odpověď. Různé členy rodiny NFAT jsou exprimovány ve většině buněk imunitního systému. NFAT se také podílí na vývoji srdečního a kosterního svalstva a nervového systému. NFAT byl poprvé objeven jako aktivátor transkripce IL-2 v T buňkách (jako regulátor imunitní odpovědi T buněk), ale od té doby bylo zjištěno, že hraje důležitou roli při regulaci mnoha dalších orgánových systémů. Transkripční faktory NFAT se podílejí na mnoha normálních tělesných procesech i na vývoji několika nemocí, jako jsou zánětlivá onemocnění střev a několik typů rakoviny. NFAT je také zkoumán jako cíl léčiv pro několik různých poruch.

## Členy rodiny
Rodina transkripčních faktorů NFAT se skládá z pěti členů NFATc1, NFATc2, NFATc3, NFATc4 a NFAT5. NFATc1 až NFATc4 jsou regulovány vápníkovou signalizací a jsou známy jako klasické členy rodiny NFAT. NFAT5 je nověji objevený člen rodiny NFAT, který má speciální vlastnosti, jež jej odlišují od ostatních členů rodiny NFAT.
Vápníková signalizace je rozhodující pro aktivaci NFATc1-4, protože kalmodulin (CaM), známý protein vázající vápník, aktivuje serin/threonin fosfatázu kalcineurin (CN). Aktivovaná CN se váže na své vazebné místo, nacházející se v N-terminální regulační doméně NFATc1-4, a rychle defosforyluje oblast bohatou na serin (SRR) a SP-repetice, které jsou také přítomny na N-konci NFAT proteinu. To má za následek konformační změnu, která odhalí jaderný lokalizační signál, jenž umožní jadernou translokaci.
Oproti tomu NFAT5 postrádá důležitou část N-terminální regulační domény, která ve výše uvedené skupině obsahuje podstatné vazebné místo pro CN. Díky tomu je aktivace NFAT5 zcela nezávislá na vápníkové signalizaci. Je však řízena MAPK během osmotického stresu. Když se buňka dostane do hypertonického prostředí, je NFAT5 transportován do jádra, kde aktivuje transkripci několika osmoprotektivních genů. Z tohoto důvodu je exprimován v dřeni ledvin, kůži a očích, ale lze jej nalézt také v brzlíku a aktivovaných lymfocytech.

## Signalizace a vazba

### Klasická signalizace
Ačkoli je fosforylace a defosforylace klíčová při řízení funkce NFAT maskováním a odhalováním jaderného lokalizačního signálu, jak ukazuje vysoký počet fosforylačních míst v regulační doméně NFAT, k této defosforylaci nemůže dojít bez přílivu iontů vápníku.
Klasická signalizace závisí na aktivaci fosfolipázy C (PLC) prostřednictvím různých receptorů, jako jsou TCR (PLCG1) nebo BCR (PLCG2). Tato aktivace vede k uvolňování inositol-1,4,5-trifosfátu (IP3) a diacylglycerolu (DAG). IP3 je zvláště důležitý pro příliv vápníku, protože se váže na IP3 receptor umístěný v membráně ER. To způsobí krátké prudké zvýšení koncentrace vápníku v cytosolu, protože ionty opouštějí ER přes IP3 receptor.
To však nestačí k aktivaci NFAT signalizace. Uvolňování iontů vápníku z ER je vnímáno proteiny STIM, které jsou transmembránovými proteiny v ER. Za normálních okolností se proteiny STIM vážou na ionty vápníku, ale pokud se většina z nich uvolní z ER, uvolní se také vázané ionty z proteinů STIM. To způsobí jejich oligomerizaci a následnou interakci s ORAI1, který je nepostradatelným proteinem komplexu CRAC. Tento komplex slouží jako kanál, který selektivně umožňuje příliv iontů vápníku z vnějšku buňky. Tento jev se označuje jako „zásobou zprostředkovaný vstup vápníku“ (z anglického store-operated calcium entry, SOCE). Pouze tento delší přítok vápenatých iontů je schopen plně aktivovat NFAT prostřednictvím defosforylace zprostředkované CaM/CN, jak je uvedeno výše.

### Alternativní signalizace
Ačkoli je SOCE hlavním aktivačním mechanismem většiny proteinů rodiny NFAT, lze je aktivovat také alternativní cestou. Tato cesta byla dosud ověřena pouze pro NFATc2. V této alternativní aktivaci je SOCE nevýznamný, což je ukázáno skutečností, že cyklosporin (CsA), který inhibuje defosforylaci zprostředkovanou CN, nepřeruší tuto dráhu. Důvodem je její aktivace prostřednictvím IL7R, což vede k následné fosforylaci jediného tyrosinu v NFAT, zprostředkované Jnk3 kinázou, členem podrodiny MAPK kináz.

### Vazba DNA
Jaderný import NFAT a jeho následný export závisí na hladině vápníku uvnitř buňky. Pokud hladina vápníku poklesne, exportní kinázy v jádře, jako je PKA, CK1 nebo GSK-3β, refosforylují NFAT. To způsobí, že se NFAT vrátí do svého neaktivního stavu a je exportován zpět do cytosolu, kde další kinázy dokončí refosforylaci, aby zůstal v inaktivovaném stavu.
NFAT proteiny mají slabou afinitu k DNA. Aby účinně vázaly DNA, musí proteiny NFAT spolupracovat s jinými rezidentními nukleárními transkripčními faktory, obecně označovanými jako NFATn. Tato důležitá vlastnost transkripčních faktorů NFAT umožňuje integraci a detekci koincidence signálů vápníku s jinými signálními drahami, jako jsou ras-MAPK nebo PKC. Kromě toho se tato signální integrace podílí na tkáňově specifické genové expresi během vývoje. Screening sekvencí ncRNA identifikovaných v projektech sekvenování EST  objevil „ncRNA represor jaderného faktoru aktivovaných T buněk“ nazývaný NRON.
NFAT-dependentní promotory a enhancery mají většinou 3 - 5 NFAT vazebná místa, což naznačuje, že pro účinnou transkripci jsou zapotřebí synergické interakce vyššího řádu mezi specifickými proteiny v kooperativním komplexu. Nejznámější druh těchto komplexů se skládá z NFAT a AP-1 nebo jiných bZIP proteinů. Tento komplex NFAT:AP-1 se váže na konvenční vazebná místa DNA proteinů rodiny Rel a podílí se na genové transkripci v imunitních buňkách.

## Funkce NFAT v různých typech buněk

### T buňky
Stimulace TCR, jak je uvedeno výše, způsobuje defosforylaci NFAT, která pak téměř u každého druhu T buněk tvoří komplex s AP-1 (kromě Treg). Tento komplex v závislosti na cytokinovém kontextu pak aktivuje klíčové transkripční faktory v rozdílných subpopulacích T buněk: T-bet pro Th1, GATA3 na Th2, RORγ pro Th17 a BATF pro TFH. T buňky exprimují téměř všechny členy rodiny NFAT (kromě NFAT3). Každý NFAT však má jiný význam pro každou subpopulaci T buněk.
Po stimulaci TCR a následné aktivaci T-bet (při působení Th1 cytokinů) komplex, který se skládá z transkripčního faktoru T-bet a NFAT, stimuluje produkci IFN-y, nejvýznamnějšího cytokinu buněk Th1. Aktivace TCR také spouští prostřednictvím komplexu NFAT:AP-1 produkci NFAT2/αA, což je krátká izoforma NFATc2, která postrádá C-koncovou doménu a plní roli autoregulátoru, protože dále zvyšuje aktivaci všech efektorových T buněk. U odpovědi Th1 se NFATc1 jeví jako nepostradatelný, protože knockout NFATc1 u myší vede k nevyvážené reakci, složené zejména z odpovědi typu Th2.
Při působení Th2 cytokinů je aktivován GATA3. Ten následně také interaguje s NFAT a spouští produkci Th2 typických cytokinů, jako jsou IL-4, IL-5 a IL-13. NFATc2 se jeví jako nejdůležitější pro odpověď typu Th2, protože jeho deaktivace snižuje množství výše zmíněných cytokinů a také snižuje množství IgG1 a IgE. NFATc1 hraje také důležitou roli, protože tvoří komplex s GATA3 stejně jako NFATc2. Tento komplex zprostředkovává produkci Th2 cytokinů nepřímo prostřednictvím regulace CRTh2.
V souladu s Th1 a Th2 odpovědí stimulace TCR za Th17 podmínek vyvolává expresi RORy. Ten se následně váže na NFAT a stimuluje produkci specifických cytokinů Th17, jako je IL-17A, IL-17F, IL-21, IL-22. V Th17 reakci pravděpodobně hraje NFATc2 klíčovou roli, protože myši s knockoutovaným NFATc2 vykazují redukci v RORy a i v IL-17A, IL-17F a IL-21.
Treg buňky jsou jedinou výjimkou, jelikož netvoří komplex NFAT:AP-1. Po jejich stimulaci TCR se NFAT váže na SMAD3 místo AP-1. Tento komplex poté aktivuje transkripci FOXP3, hlavní regulátor genů v Treg buňkách. Komplex NFAT:FOXP3 pak reguluje produkci specifických Treg cytokinů. Existují dvě hlavní populace Treg buněk: přirozené Treg (nTreg) buňky, které se vyvíjejí v Thymu, a indukované Treg (iTreg) buňky, které se vyvíjejí z naivních CD4+ T buněk v periferii po jejich stimulaci. iTreg buňky jsou nejspíše vysoce závislé na NFATc1, 2 a 4, protože delece kteréhokoli z těchto genů nebo jejich kombinace způsobí téměř úplnou ztrátu iTreg buněk, ale nikoli nTreg buněk.
V Tfh buňkách, stejně jako v Th1, Th2 a Th17 buňkách, se tvoří komplex NFAT:AP-1. Tento komplex poté aktivuje transkripci BATF, který se pak váže také na NFAT a společně s dalšími proteiny, jako je IRF4, zahajuje produkci molekul, které jsou pro Tfh nepostradatelné: CXCR5, ICOS, Bcl6 a IL-21. Buňky Tfh exprimují vysoké hladiny NFATc1, a zejména NFATc2 a NFAT2/aA, což naznačuje důležitou roli NFATc2. Delece NFATc2 v T buňkách způsobuje zvýšení počtu Tfh buněk a zvýšenou reakci v germinálním centru pravděpodobně v důsledku deregulace CXCR5 a sníženého počtu T folikulárních regulačních (Tfr) buněk. Vzhledem k tomu, že Tfh jsou úzce spojeny s humorální odpovědí, jakákoli vada v nich se promítne do B buněk. Není proto překvapením, že ablace NFATc2 specificky ve všech lymfocytech způsobuje poruchu proliferace zprostředkovanou BCR, ale není jisté, zda je tento fenotyp způsoben pouze deregulací Tfh nebo B buněk, nebo jejich kombinací.

### B buňky
Ačkoli byl objeven v T buňkách, je stále jasnější, že NFAT je exprimován také v různých jiných typech buněk. V B buňkách je exprimován hlavně NFATc1 a po aktivaci také NFATc2 a NFAT2/αA a plní důležité funkce, jako je prezentace antigenu, proliferace a apoptóza. Ačkoli přerušení dráhy NFAT má vážné důsledky v T buňkách, v B buňkách se zdají být spíše mírné. Pokud se například provede specifické vyřazení B buněk z obou proteinů STIM, je SOCE zcela zrušen a s tím i signalizace přes NFAT. Ačkoli v těchto knockoutovaných B buňkách je výsledná humorální odpověď velmi podobná B buňkám bez knockoutu, úplné zrušení NFAT také způsobilo pokles IL-10. Některé studie však naznačují důležitější roli NFAT v B buňkách, a proto toto téma stále není dobře pochopeno  a vyžaduje další výzkum.

### Anergie a vyčerpání T buněk
Anergie T buněk je indukována suboptimálními stimulačními podmínkami, když je například stimulován TCR bez vhodných kostimulačních signálů. Vzhledem k chybějící kostimulaci chybí AP-1 a vytváří se komplex NFAT:NFAT. Tento komplex aktivuje geny asociované s anergií, jako jsou E3 ubikvitinové ligázy (Cbl-b, ITCH a GRAIL), diacylglycerolkináza α (DGKα) a kaspáza 3, které podporují indukci anergie T buněk. Podobné jako T buněčná anergie je vyčerpání T buněk, které je také způsobeno nemožností tvorby komplexu NFAT:AP-1, ale samotná indukce stavu vyčerpání je způsobena spíše chronickou stimulací nežli suboptimální stimulací. Zdá se, že při anergii i vyčerpání hraje NFATc1 klíčovou roli. Naopak NFATc2 spolu s NFAT2/αA jsou potřebné ke zvrácení stavu anergie nebo vyčerpání.

## Signalizace NFAT v neurálním vývoji
Bylo zjištěno, že Ca 2+ závislá signální dráha CN/NFAT je důležitá pro růst neuronů a vedení axonů během vývoje obratlovců. Každý NFAT protein přispívá k různým krokům nervového vývoje. NFAT pracuje s neurotrofickou signalizací k regulaci růstu axonů v několika populacích neuronů. Navíc transkripční komplexy NFAT integrují růst neuronů s naváděcími podněty, jako je netrin, aby usnadnily tvorbu nových synapsí a pomohly budovat nervové spoje v mozku. NFAT je důležitým hráčem ve vyvíjejícím se i dospělém nervovém systému.

## Klinický význam
NFAT hraje roli v regulaci zánětlivého onemocnění střev (z anglického inflammatory bowel disease, IBD). V genu, který kóduje LRRK2, byl nalezen lokus citlivý na IBD. Kináza LRRK2 je inhibitorem pro NFATc2, takže u myší bez LRRK2 byla v makrofázích nalezena zvýšená aktivace NFATc2. To vedlo ke zvýšení cytokinů závislých na NFAT, které vyvolávají závažné záchvaty kolitidy.
NFAT také hraje roli při revmatoidní artritidě (RA), autoimunitním onemocnění, které má silnou prozánětlivou složku. TNF-a, prozánětlivý cytokin, aktivuje dráhu CN/NFAT v makrofázích. Inhibice dráhy mTOR navíc snižuje zánět kloubů a jejich opotřebovávání, takže tato známá interakce mezi cestou mTOR a NFAT představuje klíč k zánětlivému procesu RA.

## Cíl léčiv
Vzhledem ke své základní roli při produkci proliferativního cytokinu T buněk IL-2 je signalizace NFAT důležitým farmakologickým cílem pro indukci imunosuprese. Inhibitory CN, které zabraňují aktivaci NFAT, včetně CsA a takrolimu (FK506), se používají při léčbě revmatoidní artritidy, roztroušené sklerózy, Crohnovy choroby a ulcerózní kolitidy  a k prevenci odhojení orgánových transplantací. S těmito léky však souvisí toxicita kvůli jejich schopnosti inhibovat CN v neimunitních buňkách, což omezuje jejich použití v jiných situacích, které mohou vyžadovat imunosupresivní terapii, včetně alergie a zánětu. Existují další sloučeniny, které cílí přímo na NFAT, na rozdíl od cílení na fosfatázovou aktivitu CN, které mohou mít široké imunosupresivní účinky, ale postrádají toxicitu CsA a FK506. Protože jednotlivé NFAT proteiny existují ve specifických buněčných typech nebo ovlivňují specifické geny, je možné inhibovat jednotlivé funkce NFAT proteinu pro ještě selektivnější imunitní účinek.